# Episodi de I Simpson (ventiquattresima stagione)
La ventiquattresima stagione de I Simpson è stata trasmessa negli Stati Uniti d'America dal 30 settembre 2012 al 19 maggio 2013 su Fox.
Questa stagione segna un altro profondo cambiamento nell'edizione italiana dopo la precedente, infatti Homer non è più doppiato dallo storico Tonino Accolla (morto il 14 luglio del 2013), ma da Massimo Lopez. Inoltre, Fabrizio Temperini, ritirato, voce del sindaco Quimby fino alla stagione precedente, viene sostituito da Saverio Indrio, il quale aveva già doppiato il personaggio dalla quinta alla settima stagione.
In Italia, è stata trasmessa dal 7 aprile al 6 maggio 2014 su Italia 1.
| N° | Codice di produzione | Titolo italiano                           | Titolo originale                | Prima TV USA      | Prima TV Italia |
| -- | -------------------- | ----------------------------------------- | ------------------------------- | ----------------- | --------------- |
| 1  | PABF21               | Il fiume delle chiacchiere                | Moonshine River                 | 30 settembre 2012 | 7 aprile 2014   |
| 2  | PABF17               | La paura fa novanta XXIII                 | Treehouse of Horror XXIII       | 7 ottobre 2012    | 8 aprile 2014   |
| 3  | PABF18               | Cosa aspettarsi quando si vuole aspettare | Adventures in Baby-Getting      | 4 novembre 2012   | 9 aprile 2014   |
| 4  | PABF16               | Una moglie per Abe                        | Gone Abie Gone                  | 11 novembre 2012  | 10 aprile 2014  |
| 5  | PABF19               | Picciotti da strapazzo                    | Penny Wiseguys                  | 18 novembre 2012  | 11 aprile 2014  |
| 6  | PABF22               | A Springfield cresce un albero            | A Tree Grows in Springfield     | 25 novembre 2012  | 14 aprile 2014  |
| 7  | PABF20               | Il giorno in cui la Terra si raffreddò    | The Day the Earth Stood Cool    | 9 dicembre 2012   | 15 aprile 2014  |
| 8  | RABF01               | La scuola del cane bastardo               | To Cur with Love                | 16 dicembre 2012  | 16 aprile 2014  |
| 9  | RABF02               | Homer frequenta un corso privato          | Homer Goes to Prep School       | 6 gennaio 2013    | 17 aprile 2014  |
| 10 | RABF03               | Un test da testare                        | A Test Before Trying            | 13 gennaio 2013   | 18 aprile 2014  |
| 11 | RABF04               | Il cambio del guardiano                   | The Changing of the Guardian    | 27 gennaio 2013   | 21 aprile 2014  |
| 12 | RABF07               | L'amore è una questione spinosa           | Love is a Many-Splintered Thing | 10 febbraio 2013  | 22 aprile 2014  |
| 13 | RABF05               | Quasi Kirk                                | Hardly Kirk-ing                 | 17 febbraio 2013  | 23 aprile 2014  |
| 14 | RABF06               | Magnifico nonno                           | Gorgeous Grampa                 | 3 marzo 2013      | 24 aprile 2014  |
| 15 | RABF09               | Un occhio nero                            | Black-Eyed, Please              | 10 marzo 2013     | 25 aprile 2014  |
| 16 | RABF10               | Un tribunale per il Cavaliere Oscuro      | Dark Knight Court               | 17 marzo 2013     | 28 aprile 2014  |
| 17 | RABF08               | Cosa vogliono le donne animate            | What Animated Women Want        | 14 aprile 2013    | 29 aprile 2014  |
| 18 | RABF11               | Pulpito Frizion                           | Pulpit Friction                 | 28 aprile 2013    | 30 aprile 2014  |
| 19 | RABF13               | Whiskey business                          | Whiskey Business                | 5 maggio 2013     | 1 maggio 2014   |
| 20 | RABF12               | Il favoloso Barter                        | The Fabulous Faker Boy          | 12 maggio 2013    | 2 maggio 2014   |
| 21 | RABF14               | La saga di Carl                           | The Saga of Carl                | 19 maggio 2013    | 5 maggio 2014   |
| 22 | RABF17               | Treno per treno - L'altro uomo            | Dangers on a Train              | 19 maggio 2013    | 6 maggio 2014   |

## Il fiume delle chiacchiere
- Sceneggiatura: Tim Long
- Regia: Bob Anderson
- Messa in onda originale: 30 settembre 2012
- Messa in onda italiana: 7 aprile 2014

A Springfield viene organizzata una serata di ballo in cui Bart si rende conto che tutte le sue passate relazioni sono finite male a causa del suo carattere. Per rimediare, decide di incontrare nuovamente le sue vecchie fidanzate Jenny, Darcy e Nikki, che tuttavia si rifiutano di avere di nuovo a che fare con lui. Bart decide allora di cercare Mary Spuckler, la figlia di Cletus il bifolco, ma scopre che la ragazza si è trasferita a New York. Determinato a rivederla, Bart convince la famiglia ad andare nuovamente nella Grande Mela. Mentre lui e Homer si mettono sulle tracce di Mary, Lisa, Marge e Maggie si godono un giro per la città. Bart riesce a incontrare Mary, che nel frattempo è divenuta una sceneggiatrice e attrice di poca fama, e riesce a rinsaldare i rapporti con lei. Tuttavia, l'imprevisto arrivo di Cletus (che desidera il ritorno a casa della figlia) impedisce ai due di baciarsi. Mary accetta di tornare a Springfield ma, una volta arrivata alla stazione ferroviaria, sfrutta la complicità di Bart per salire su un altro treno del quale non viene specificata la destinazione. Nel frattempo, Marge e Lisa cercano di assistere a un qualsiasi spettacolo teatrale, ma non hanno abbastanza soldi. L'unico spettacolo che possono permettersi è nel parco, all'aperto. Si tratta di Romeo e Giulietta di Shakespeare, ma l'abbandono imprevisto degli attori del cast spinge madre e figlia a organizzare in prima persona la messa in scena dell'intera opera. Alla fine, quando la famiglia Simpson e Cletus fanno ritorno a Springfield, il bifolco chiede dove sia andata Mary ma Bart non risponde, mantenendo così la fiducia della ragazza.
L'episodio si conclude con la proposta agli spettatori di un concorso che prevede l'invio di idee per le gag del divano: la scena vincente verrà prodotta e inserita nell'ultimo episodio della venticinquesima stagione.
L'episodio é una rielaborazione del film Colazione da Tiffany; il titolo originale, Moonshine river, allude appunto a Moon river, tema principale del film, che si può sentire in conclusione dell'episodio.
- Guest star: Ken Burns (voce narrante), Anne Hathaway (voce di Jenny), Natalie Portman (voce di Darcy), Sarah Silverman (voce di Nikki McKenna), Zooey Deschanel (voce di Mary Spuckler), Francesca Manicone(voce di Darcy nell'edizione italiana), Antonella Baldini (voce di Mary Spuckler nell'edizione italiana)
- Gag del divano: Homer, Bart, Lisa e Marge sono delle farfalle che si schiudono dalle loro crisalidi su di un divano di una casa giocattolo nell'asilo nido. Gerald, il neonato antagonista di Maggie, li caccia con un martelletto, ma la famiglia riuscirà a sfuggire con l'intervento di Maggie.
- Frase alla lavagna: Non vestirò di bianco dopo il Giorno dei Lavoratori

## La paura fa novanta XXIII
- Sceneggiatura: David Mandel e Brain Kelley
- Regia: Steven Dean Moore
- Messa in onda originale: 7 ottobre 2012
- Messa in onda italiana: 8 aprile 2014

Nella scena introduttiva dell'episodio, i Simpson e tutti gli abitanti di Springfield si ritrovano al tempo della civiltà Maya. Homer viene scelto come vittima per un sacrificio umano, ma Marge riesce a salvarlo facendo uccidere Boe al suo posto. Avendo sacrificato la persona sbagliata, i saggi del popolo preannunciarono la fine del mondo nel 2012, quando dei giganteschi Maya di pietra arrivano sulla Terra e la distruggono.
- La più Grande Storia mai Finita nel Buco (The Greatest Story Ever Holed )
A Springfield viene costruito un acceleratore di particelle nel quale si genera un piccolo buco nero. L'oggetto cosmico inizia a trascinare al suo interno ciò che lo circonda e Lisa, intuendone la pericolosità, lo porta nella cantina di casa per evitare che qualcuno venga risucchiato. La famiglia Simpson tuttavia, inizia a utilizzare il buco nero come pattumiera, facendone aumentare le dimensioni a tal punto da far risucchiare tutta Springfield e i suoi abitanti. Alla fine, il buco nero si rivela in realtà essere un passaggio per un altro universo in cui vive una civiltà aliena che venera il Microsoft Zune come se fosse un dio.
- Attività Anormale (Un-Normal Activity)
Strani avvenimenti accadono in casa Simpson. Utilizzando la telecamera di Ned Flanders, Homer cerca di far luce su quanto sta succedendo e gira un filmato amatoriale in camera da letto nel quale, durante la notte, un essere invisibile lo colpisce con una mazza da golf. Inoltre, svegliati da un forte rumore, i due coniugi si alzano e trovano il salotto in disordine. Dopo questi avvenimenti Homer decide di installare altre telecamere per controllare cosa succeda in tutta casa: la sesta notte Marge viene posseduta da un'entità paranormale e inizia a fissare Homer per ore. A questo punto viene contattato il commissario Winchester che, vedendo ciò che accade, ipotizza che vi sia un patto con un demone che adesso vuole il suo compenso. Si scopre così che Marge da piccola aveva fatto un patto con un demone (avente le fattezze di Boe) per salvare le sue due sorelle che lo avevano evocato con un rito satanico. Il demone, aveva accettato la proposta, avvisando però Marge che sarebbe tornato dopo trent'anni per prendere la sua figlia preferita. Alla quindicesima notte il demone torna per prendere Maggie, ma alla fine risparmia la bambina dopo che Homer accetta di fare una cosa a tre con lui e un altro demone.
- L'Eccellente Avventura di Bart e Homer (Bart and Homer's Excellent Adventure)
Bart vuole leggere un fumetto dell'Uomo Radioattivo del 1974 ma, costando troppo, decide di tornare indietro nel tempo utilizzando la macchina del tempo del professor Frink per comprarlo al suo prezzo originale. Dopo aver letto il fumetto, Bart incontra Homer diciassettenne nel momento in cui avrebbe dovuto conoscere Marge. Homer si fa prendere dall'ira e strozza il suo futuro figlio: di tutta risposta Marge rimane indignata e decide di non frequentarlo più. Bart si rende conto allora che se i suoi genitori non si incontreranno nel passato, la sua vita potrebbe essere completamente diversa da quella che conosce: tornato infatti nel presente, il ragazzo scopre di essere ricco poiché Marge è sposata con Artie Ziff. Tuttavia, l'Homer del passato si intrufola di nascosto nella macchina del tempo e, una volta arrivato nel nostro tempo, si allea con l'Homer del presente e organizza un piano per riconquistare Marge. Grazie alla macchina del tempo, gli Homer di tutte le epoche vengono portati nel presente per sconfiggere Artie. Quest'ultimo, insieme a Bart, riesce comunque ad avere la meglio, anche se alla fine Marge, capisce che avrebbe dovuto scegliere gli Homer e non Artie.
- Guest star: Jon Lovitz (voce di Artie Ziff)
- Gag del divano: assente
- Frase alla lavagna: assente

## Cosa aspettarsi quando si vuole aspettare
- Sceneggiatura: Bill Odenkirk
- Regia: Rob Oliver
- Messa in onda originale: 4 novembre 2012
- Messa in onda italiana: 9 aprile 2014

Dopo che la sua auto finisce in una voragine, Marge decide di comprarne un'altra. Dopo un po', inizia a lamentarsi pensando che l'auto abbia dei problemi, ma il meccanico non riscontra nessuna anomalia; la donna scopre che, in realtà, vuole avere un altro bambino, perché si sente trascurata dalla famiglia, compresa l'ormai indipendente Maggie. Homer e Marge cercano in tutti i modi di avere un rapporto sessuale, ma non ci riescono. Grazie a Boe, Homer ricorda allora di aver prestato alcuni campioni dei suoi spermatozoi alla Clinica dell'amore di Shelbyville. Marge decide anche che, se sarà maschio, il piccolo si chiamerà Xander. Durante il viaggio, Marge scopre che Homer non desidera affatto avere un quarto figlio, così i due coniugi litigano. Osservando una numerosa famiglia, di cui l'ultimogenito si chiama proprio Xander, anche Homer si convince e si reca alla Clinica. Lì Marge capisce che con i semi che ha donato, suo marito ha dato alla luce molti bambini, quindi non ha più intenzione di avere un altro figlio. Intanto Bart e Milhouse, insospettiti di dove vada Lisa dopo scuola ogni martedì e giovedì, decidono di pedinarla. Scoprono, insieme a Ralph, Nelson e al preside Skinner, che Lisa prende lezioni di doposcuola da un ex preside della Scuola Elementare per imparare a scrivere in corsivo.
- Guest star: Jeff Gordon
- Gag del divano: I Simpson si siedono sul divano, ma questo si inclina a causa del peso di Homer, quindi tutto il salotto si mette sottosopra e la famiglia si siede sul soffitto
- Frase alla lavagna: Se rompo la macchina, rompo anche me stesso
- Curiosità: La targa della nuova macchina di Marge contiene il codice di produzione dell'episodio (PABF18). I titoli di coda sono scritti in corsivo, riferimento al fatto che Lisa abbia imparato questa grafia nel corso dell'episodio.

Padre Mike, il prete cattolico che cammina minacciosamente con un rosario in mano verso Bart, Nelson, Milhouse e Ralph, è un riferimento al personaggio di Padre Fitzgibbon del film La mia via (Going My Way); la musica che si sente in sottofondo in questa scena è Too-Ra-Loo-Ra-Loo-Ral (That's an Irish Lullaby), scritta da J.R. Shannon ma resa famosa da Bing Crosby che la canta proprio in questa pellicola, della quale è l'attore protagonista. La musica che si sente alla fine dell'episodio, quando Homer incontra i suoi probabili "figli" ed esclamano insieme "D'oh!" è That's You, Baby di George Olsen.

## Una moglie per Abe
- Sceneggiatura: Joel H. Cohen
- Regia: Matthew Nastuk
- Messa in onda originale: 11 novembre 2012
- Messa in onda italiana: 10 aprile 2014

A causa di un'ustione ricevuta da un dipendente del Krusty Burger, Homer si ritrova con 5000 $ di indennizzo. Decide di usarli come fondo universitario per sua figlia Lisa ma, grazie a Boe, si rende conto che le banche di oggi non sono poi così sicure. Deposita i soldi su un sito online di poker, dove saranno al sicuro. Lisa inizia a giocare a poker e guadagna sempre più soldi, finché non dipende quasi completamente dal gioco d'azzardo. Ottenuta una gran cifra di soldi, Lisa perde tutto quando un utente (con l'aspetto di Telespalla Bob) la batte. Quell'utente si rivela essere Bart, che ha ormai più di un milione di dollari. Sfortunatamente, il sito online scopre che Bart non ha raggiunto i diciotto anni di età, perciò i due fratelli si ritrovano nuovamente al punto di partenza, con soltanto 5000 $. Homer e Marge, invece, dovrebbero andare a trovare il nonno, ma se ne dimenticano completamente. Così, il giorno dopo, si recano alla casa di riposo per farsi perdonare, ma Abe non si trova più lì. Investigando, scoprono che molto tempo prima Nonno Simpson lavorava da Spiro's, dove componeva dei brani musicali per Rita Lafleur, cantante di poca fama. Fra Abe e Rita, però, non c'era soltanto un rapporto professionale: i due, infatti, si amavano molto e decisero di sposarsi, con tanto di approvazione da parte del piccolo Homer. A quei tempi, Nonno Simpson era già stato lasciato dalla madre di Homer, Mona, quindi poteva risposarsi. Dopo il matrimonio, Rita fu chiamata per una tournée in Europa ma Abe, non sentendosela di lasciare Homer da solo, non volle partire, spezzando il suo matrimonio e il suo rapporto con Lafleur. Homer non ricorda nulla di quel periodo di tempo perché un incidente abbastanza grave ne ha cancellato i ricordi. Dopo aver ascoltato questa storia dall'ormai anziana Rita, Homer e Marge trovano Nonno Simpson in un vecchio negozio; egli era scappato perché suo figlio si era nuovamente scordato di lui. Dopo aver incontrato Rita, il nonno decide di perdonare Homer e di tornare alla casa di riposo.
- Guest star: Jennifer Tilly, Anika Noni Rose e Marvin Hamlisch
- Gag del divano: I Simpson si siedono sul divano, e iniziano una gara con altri personaggi seduti, anche loro, su divani (parodia di Wacky Races).
- Frase alla lavagna: Non ammetterò la sconfitta alle elezioni finché Karl Rove non mi darà il permesso

## Picciotti da strapazzo
- Sceneggiatura: Michael Price
- Regia: Mark Kirkland
- Messa in onda originale: 18 novembre 2012
- Messa in onda italiana: 11 aprile 2014

Homer scopre che il suo amico e membro della squadra di bowling, Dan Gillick, è in realtà il contabile della banda criminale di Tony Ciccione. Quando quest'ultimo deve lasciare temporaneamente i suoi affari per fare il giurato in un processo, decide di nominare Dan come suo sostituto, affidandogli il compito di ridurre le spese economiche dell'organizzazione. Dan è preoccupato per via della posizione che deve ricoprire e per la sua sempre crescente fame di potere così, quando Tony Ciccione gli ordina alcuni omicidi per ridurre i costi del personale, si fa prendere dal panico e implora Homer di fermarlo in ogni modo prima che possa uccidere qualcuno. Nel frattempo, Lisa si sente male durante un concerto alla scuola elementare e il Dottor Hibbert le diagnostica una carenza di ferro imputabile alla sua dieta vegetariana. Non riuscendo a digerire le pastiglie di ferro prescritte dal medico, Lisa segue il consiglio datole da Cuoca Doris e introduce gli insetti nella propria dieta come fonte di sostanze nutrienti. In seguito, però, si rende conto che anche gli insetti provano dolore al pari degli altri animali e, sopraffatta dal senso di colpa, decide di liberare le cavallette che stava allevando in casa e di tornare al vegetarianismo.
- Guest star: Steve Carell (voce di Dan Gillick), Joe Mantegna (voce di Tony Ciccione) e Alex Trebek
- Gag del divano: I Simpson sono disegnati tramite tatuaggio sull'addome di Marge
- Frase alla lavagna: Voglio secessione, ma non so in che stato mi trovo

## A Springfield cresce un albero
- Sceneggiatura: Stephanie Gillis
- Regia: Timothy Bailey
- Messa in onda originale: 25 novembre 2012
- Messa in onda italiana: 14 aprile 2014

Homer è depresso e senza speranza per via di una giornata storta, ma all'asta di beneficenza della scuola elementare di Springfield si aggiudica il primo premio: un Mapple MyPad (tablet parodia dell'iPad di Apple). L'oggetto riesce in breve tempo a risollevare il suo morale diventando uno strumento indispensabile che Homer porta sempre con sé e utilizza per ogni esigenza. Quando il MyPad viene accidentalmente rotto, Homer perde nuovamente la speranza e la fiducia in sé stesso. In seguito, sul tronco di uno degli alberi del giardino di casa Simpson appare una scritta che recita "Speranza" realizzata con dello sciroppo d'acero. Vedendola, Homer si convince definitivamente dell'esistenza della speranza e coinvolge con entusiasmo tutti gli altri cittadini in quello che sembra essere un vero e proprio miracolo. Purtroppo per lui, Kent Brockman indaga sul fatto e sfata il mito del miracolo, mostrando in televisione un filmato in cui una figura misteriosa realizza la scritta durante la notte. Homer pensa allora che chiunque abbia realizzato la scritta lo abbia fatto perché sapeva che lui aveva bisogno di speranza. Alla fine dell'episodio si scopre che la scritta era stata inconsciamente realizzata dallo stesso Homer mentre era sonnambulo, e che Dio è governato dal defunto Steve Jobs.
- Guest star: Kelsey Grammer
- Gag del divano: Tutta la famiglia entra, tranne Homer, che entra con la maschera di Jason e un'accetta, e la gag finisce sulla rivista Storie del divano.
- Frase alla lavagna: Altri 20 giorni di taccheggio fino a Natale

## Il giorno in cui la Terra si raffreddò
- Sceneggiatura: Matt Selman
- Regia: Matthew Faughnan
- Messa in onda originale: 9 dicembre 2012
- Messa in onda italiana: 15 aprile 2014

Homer fa conoscenza con Terrence e la moglie Emily, due suoi nuovi vicini di casa provenienti da Portland. Sfortunatamente questi è disperato per la scelta di adattarsi alle loro condizioni di vita visto che a Portland il clima risulta in questi periodi molto freddo. D'altra parte viene invitato alla festa di compleanno del figlio della coppia: T-rex, il quale inizia a insultare Homer diventando scortese ed egoista. Bart cerca di difendere il padre iniziando a combattere contro T-rex e nel frattempo Marge litiga con Emily per l'allattamento dei bambini della famiglia oregoniana. Da questo Homer stabilisce una rivalità contro i suoi vicini. Questi ultimi trovano l'alleanza delle persone cool di Portland che portano così a Springfield il clima freddo. In quel momento T-rex riesce a riappacificarsi con Bart, ma, mentre guarda la TV con lui, trascura la cura del compost, causando un incendio nella casa dei genitori. Allora Homer decide di salvare con Terrence la casa spegnendo l'incendio con del latte artificiale in biberon usato da Marge. Da quel momento Terrence ed Emily si scusano con i Simpson, ma saputo che Springfield è stata nominata città più cool d'America dal New York Times, decidono di andarsene.
- Guest star: Fred Armisen, Carrie Brownstein, Patton Oswalt e The Decemberists
- Gag del divano: assente
- Frase alla lavagna: assente

## La scuola del cane bastardo
- Sceneggiatura: Carolyn Omine
- Regia: Steven Dean Moore
- Messa in onda originale: 16 dicembre 2012
- Messa in onda italiana: 16 aprile 2014

Il professor Frink presenta una nuova invenzione da lui creata ai concittadini di Springfield, ma sfortunatamente la macchina costruita inizia a perdere il controllo e finisce per incendiare la casa di riposo. Abe è così costretto ad andare a vivere da Homer, il quale ha da poco iniziato a giocare con il suo nuovo Mypad (parodia dell'iPad) a un gioco chiamato "Villageville", a causa del quale trascura tutto il resto e il Piccolo aiutante di Babbo Natale scappa via. Lisa e Bart lo ritrovano subito dopo in una credenza e, chiedendo al padre perché non sembri felice del ritrovamento, quest'ultimo si rifiuta di dire la verità. Nonno Simpson spiega allora ai bambini che Homer, quando era piccolo, aveva un cane chiamato Bongo, da lui molto amato. Purtroppo un giorno, il signor Burns insultò Homer e Bongo, vedendo la scena, attaccò il miliardario, che lo decise di dare alla sua vicina, la signora Viola, per vendicarsi. Con questo non solo distrusse il rapporto tra Homer e il cane, ma anche quello con nonno Simpson. Dopo il racconto, Homer, sentendo tutto, si dispera di non rivedere più Bongo, ma, non appena vede una sua foto in cui Bongo tiene una sua felpa in casa della signora Viola, si convince che lo ricorda ancora oggi e, per rispettare la memoria del cane, riprende ad avere affetto con il Piccolo aiutante di Babbo Natale, dormendo con lui in salotto sul divano.
- Guest star: assente
- Gag del divano: assente
- Frase alla lavagna:assente
- Curiosità: All'inizio dell'episodio, quando sale sul palco il signor Burns, nello stesso vi è una parodia del Perseo di Benvenuto Cellini, solo che al posto di Perseo c'è Smithers.

## Homer frequenta un corso privato
- Sceneggiatura: Brian Kelley
- Regia: Mark Kirkland
- Messa in onda originale: 6 gennaio 2013
- Messa in onda italiana: 17 aprile 2014

Dopo aver vissuto un litigio tra i padri di alcuni bambini e le loro madri in un centro di infanzia, Homer inizia a soffrire di una sindrome di paura ripetitiva. Decide perciò di iscriversi a un corso di sopravvivenza capeggiato dall'addestratore Lloyd per sapere come rimanere salvi da cataclismi mondiali. Non appena però divenuto un survivalist, egli si stufa del suo vecchio lavoro alla centrale nucleare portando così problemi all'energia della città. Il sindaco Quimby non riesce a trovare una soluzione, così Homer viene incaricato di andare a vivere in un campo di sopravvivenza con la sua famiglia e i suoi compagni. Homer riesce comunque, dopo una discussione con Marge sulla scarsa vita tra i survivalist, a derubare gli accessori dei suoi avventurieri (i quali non volevano condividere le loro armi con Springfield) e subito dopo scappa a casa con Marge e i figli, ma Lloyd si accorge dei loro piani e assieme ai suoi alleati inizia a inseguire i Simpson per fermarli. Alla fine però tutti si rendono conto d'altra parte che Springfield ha recuperato la propria società con grande sgomento di Lloyd. Poco dopo Lisa dice che da questo si è imparata una grande lezione, ma si dovrà ricredere quando sulla Terra cade dallo spazio un meteorite contenente degli zombie che iniziano a creare una nuova catastrofe.
- Guest star: Tom Waits
- Gag del divano: I Simpson sono dei premi cinematografici (Homer un Oscar, Marge un Emmy, Bart un Kids' Choice Awards, Lisa un Grammy e Maggie una Stanley Cup) che si trasformano in un cubo premiato con la scritta "Il nonno più grandioso del mondo". In quel momento entra Nonno Simpson che vedendo il cubo se lo porta via.
- Frase alla lavagna: La maestra non è ingrassata durante le vacanze

## Un test da testare
- Sceneggiatura: Joel H. Cohen
- Regia: Chris Clements
- Messa in onda originale: 13 gennaio 2013
- Messa in onda italiana: 18 aprile 2014

Degli scienziati notano che la Scuola Elementare di Springfield ha raggiunto punteggi molto bassi del quoziente intellettivo dei bambini, così convince il preside Skinner a provare con un test d'intelligenza per gli alunni, altrimenti la scuola verrà chiusa al pubblico, cosa che avviene quando i bambini passano la giornata a non studiare giocando con uno scarafaggio eccetto Bart. Dopo che i ragazzi sono stati trasferiti in nuove scuole, Lisa capisce tuttavia che Bart non ha fatto il test, ma questi le dice che non ci sono problemi. Sfortunatamente quella notte Bart sogna che Springfield diventerà la città più stupida della nazione se non farà il test. Il giorno dopo il test d'intelligenza ha inizio, ma Bart non si dimostra pronto. Nonostante comunque le risposte sbagliate, riesce a fare una sola risposta esatta grazie allo scarafaggio di prima e supera la prova, perciò la Scuola Elementare di Springfield viene riaperta. Intanto il signor Burns aumenta il prezzo dell'energia elettrica. Di conseguenza Homer viene costretto a buttare via tutti gli elettrodomestici della sua casa in discarica, dove trova un vecchio parchimetro ancora in funzione. Decide allora di configurarlo in tutti i parcheggi della città e, quando qualcuno paga il posto di parcheggio, Homer sposta il parchimetro da un'altra parte. Alla fine il parchimetro perde i dati di programmazione, cosa che fa arrabbiare la comunità di Springfield che rivuole indietro i soldi. Fortunatamente Homer grazie a Marge restituirà i guadagni che serviranno a Springfield solo per buttarli in un pozzo dei desideri.
- Guest star: Valerie Harper
- Gag del divano: Trailer del film d'azione immaginario "Il divano"
- Frase alla lavagna: D'ora in poi farò rispettare le regole della campagna Oscar

## Il cambio del guardiano
- Sceneggiatura: Rob LaZebnik
- Regia: Bob Anderson
- Messa in onda originale: 27 gennaio 2013
- Messa in onda italiana: 21 aprile 2014

Un tornado si abbatte su Springfield e risucchia improvvisamente il Piccolo aiutante di Babbo Natale. Homer e Marge decidono così di salvare il misero cane con l'aiuto di Lenny e Carl, lasciando però i figli senza compagnia per un lungo tempo. Purtroppo tutti e due vengono anch'essi risucchiati, ma fortunatamente vengono salvati con il Piccolo aiutante di Babbo Natale dalla polizia. Da questa disavventura, Marge capisce che è stata una brutta esperienza lasciare Bart, Lisa e Maggie da soli, mentre lei ed Homer avevano corso un grave pericolo. Così marito e moglie decidono di trovare dei tutori che possano assistere i bambini mentre sono in assenza, ma, dopo molti tentativi, il piano risulta fallimentare. A questo punto, Marge ed Homer decidono di provare con Mav, un surfista molto professionista, e la moglie Portia, un avvocato ambientale. Alla fine, dopo vari discorsi, i due ragazzi vengono assunti e giurano di prendersi cura di Bart, Lisa e Maggie per il weekend, ma dopo varie settimane i figli non ritornano a casa e Marge trova con Homer una fotografia che dimostra che in realtà Mav e Portia vogliono adottare Bart, Lisa e Maggie senza renderli indietro ai loro veri genitori. Così i due si presentano a casa di Mav per riprendersi i figli e, malgrado i rifiuti dei tutori, ci riescono, poiché i tre bambini preferiscono solo i loro veri genitori. 
- Guest star: Danny DeVito, Rashida Jones
- Gag del divano: I Simpson si siedono sul divano, che in realtà è un gioco da fiera; Nelson colpisce il bersaglio e la famiglia finisce in acqua, tutti si salvano tranne Homer.
- Frase alla lavagna: assente
- Curiosità: Nell'episodio riappare Herb Powell, il fratellastro di Homer (che misteriosamente ha perso di nuovo la sua fortuna), dopo la sua lontana riapparizione in Fratello, avresti da darmi due soldi?.

## L'amore è una questione spinosa
- Sceneggiatura: Tim Long
- Regia: Michael Polcino
- Messa in onda originale: 10 febbraio 2013
- Messa in onda italiana: 22 aprile 2014

Mary Spuckler torna a Springfield dalla sua famiglia soprattutto per rivedere Bart; tuttavia quest'ultimo non sembra più affascinato da lei e si interessa solo a giocare ai videogiochi e, nonostante i consigli di Lisa, non presta più riguardo alla ragazza. Alla fine Mary comunica a Bart che la loro relazione sembra essere in pausa, cosa che vuol dire che è in rischio di rompersi. Giorni dopo, Mary inizia a uscire con un ragazzino di origini brasiliane e inizia a cantare a Bart via telefono una canzone, la quale farà capire a Bart che è stato da lei lasciato per sempre. Homer e Marge cercano di consolare il figlio, ma da questo si crea una lite sui caratteri rozzi dei genitori e alla fine Marge scaccia di casa Homer e Bart, che vanno a vivere al"Breakwood Apartments", un albergo abitato dagli uomini lasciati dalle proprie mogli. In effetti padre e figlio iniziano ad abituarsi ai loro problemi, ma poco dopo decidono con gli altri ospiti dell'albergo di creare un piano per riprendersi le loro ex mogli: viene organizzata una festa in cui viene cantato "L'Inno alla gioia" di Ludwig van Beethoven.L'effetto sembra funzionare su quasi tutte le donne, compresa Marge che perdona subito Homer, ma ha effetti negativi su Mary che preferisce solo il ragazzo brasiliano. Bart viene avvisato da Lisa che dopotutto le donne non sono mai date per scontate, cosa che Bart dovrà rinsavire quando nota su un sito web che Mary si è lasciata con il bambino brasiliano. Così manda una lettera alla fanciulla via email e alla fine dell'episodio questa gliene spedisce una di risposta, di cui il contenuto non viene rivelato.
- Guest star: Benedict Cumberbatch, Robert Caro, Zooey Deschanel, Max Weinberg, Antonella Baldini (voce di Mary Spuckler nella versione italiana), Francesco Vairano (voce di Severus Piton nella versione italiana)
- Gag del divano: I Simpson si siedono sul divano avendo delle facce di Boe e annunciano che la serie inesistente "I Szyslak" è stata cancellata.
- Frase alla lavagna: *Non mi hanno candidato per la "migliore parolaccia detta"

## Quasi Kirk
- Sceneggiatura: Tom Gammill & Max Pross
- Regia: Matthew Nastuk
- Messa in onda originale: 17 febbraio 2013
- Messa in onda italiana: 23 aprile 2014

Mentre la sua famiglia è in un centro commerciale, Bart decide di andare a trovare Milhouse il quale si ritrova nei capelli stranamente numerose epossidiche. Bart taglia così i capelli all'amico per aiutarlo, fino a dargli per errore un'acconciatura simile a quella del padre. A questo punto Milhouse decide così di cambiare vita divenendo come un adulto, poiché i capelli lo fanno sembrare a un'età più matura della sua; così il bambino inizia a vestire gli abiti di Kirk e a imitare la voce dei più grandi. Subito Milhouse riesce a raggiungere la simpatia di quasi tutti i suoi conoscenti, finché decide un giorno con Bart, quando sta per tornare a casa rimborsando dei video educativi, si rende conto che non ha abbastanza soldi per comprare del cibo da mangiare. I due decidono allora di esibirsi in una vendita di un supermercato per della colazione gratis, ma improvvisamente vengono rapiti dalla commessa, la quale chiude a chiave tutte le porte del negozio con l'obbiettivo di sedurre Milhouse, credendolo un adulto. Fortunatamente Homer si mette con Marge alla ricerca dei ragazzi e per caso riesce a salvarli dalla donna in tempo. Più tardi, Milhouse decide di andare incontro al padre al quale si scusa per averlo imitato promettendo di non compiere più cose adulte, ma sostenendo che da grande vorrebbe essere proprio come lui.
- Guest star: Kevin Michael Richardson
- Gag del divano: Parodia de Il Trono di Spade
- Frase alla lavagna: Non twitterò come cesso del preside

## Magnifico nonno
- Sceneggiatura: Matt Selman
- Regia: Chuck Sheetz
- Messa in onda originale: 3 marzo 2013
- Messa in onda italiana: 24 aprile 2014

Homer guarda un reality show in televisione nel quale i protagonisti fanno grossi affari comprando all'asta dei depositi abbandonati e rivendendo gli oggetti di valore rinvenuti all'interno. Sperando di poter guadagnare soldi facilmente, decide di partecipare insieme alla famiglia a un'asta, nella quale si aggiudica il contenuto di un vecchio box. Rovistando fra gli oggetti appena acquistati, i Simpson si imbattono in una serie di scatoloni recanti la scritta "proprietà di Abraham Simpson" e contenenti diverse decine di vestiti sgargianti, parrucche, specchi, profumi e riviste di culturismo. Basandosi sugli oggetti ritrovati, la famiglia ipotizza che nonno Simpson possa essere omosessuale e che abbia tenuto nascosto questo fatto per tutta la sua vita. Dopo aver cercato invano di ottenere spiegazioni dal Nonno, i Simpson riescono a scoprire qualcosa di più grazie al signor Burns il quale, vedendo casualmente Abe con una delle parrucche, riconosce in lui lo storico lottatore di wrestling soprannominato "Glamorous Godfrey". Messo alle strette, il Nonno racconta allora di aver lavorato in passato come wrestler professionista interpretando un lottatore vanitoso e scorretto il cui stile era a tal punto disprezzato dal pubblico da costringerlo ad abbandonare la carriera. Il suo unico ammiratore era lo stesso Burns, che dopo averlo reincontrato cerca di convincerlo a tornare sul ring come ai vecchi tempi. Nonostante sia contrariato dall'idea di tornare a vestire i panni di un personaggio così poco amato, Abe accetta anche per non deludere Bart che è entusiasta di vederlo lottare. Nei giorni successivi, nonno Simpson riprende la sua carriera con l'aiuto di Burns, mentre Bart inizia a imitare sempre più spesso i modi scorretti e presuntuosi del personaggio da lui interpretato. Quando Burns vede Bart in azione gli propone di diventare a sua volta un wrestler e di affiancare Abe nei combattimenti sotto il nome di "Beautilful Bart" per creare una coppia di personaggi "cattivi". Marge è preoccupata per questo e teme che gli atteggiamenti del personaggio interpretato da Bart possano influenzare il suo comportamento anche nella vita reale. Quando Abe si rende conto che i timori di Marge si stanno avverando, decide improvvisamente di cambiare il suo personaggio e quello di Bart rispettivamente in "Honest Abe" e "Lady Liberty", due lottatori onesti e per bene che guadagnano immediatamente il consenso del pubblico picchiando Burns.
- Guest star: Kevin Michael Richardson
- Gag del divano: Tutti i personaggi della serie ballano Harlem Shake
- Frase alla lavagna: assente

## Un occhio nero
- Sceneggiatura: John Frink
- Regia: Matthew Schofield
- Messa in onda originale: 10 marzo 2013
- Messa in onda italiana: 25 aprile 2014

Homer viene invitato a fare colazione a casa di Ned. Qui si ritrova inaspettatamente i genitori di Ned, i quali sono venuti da molto lontano per fare visita al figlio. Sfortunatamente le due persone iniziano a provare molta simpatia per Homer, mentre Ned inizia a sentirsi a disagio e giorni dopo decide di fare una corsa mattutina per levarsi ogni dubbio.
Ma non appena torna a casa si ritrova Homer e i genitori fare uso di marijuana e guardare la TV. A questo punto, Ned perde la pazienza e, ormai geloso, prende a pugni un occhio del vicino fino a farlo divenire nero. Homer scappa via arrabbiato e Ned inizia a sentirsi in colpa dell'errore commesso, sognando addirittura di trovarsi all'inferno. Decide così di seguire un consiglio della Bibbia e di farsi fare un occhio nero da Homer, ma quest'ultimo non vuole accettare le sue scuse e Ned gli fa nero anche l'altro occhio. Intanto la signora Hoover è in cura a causa di una depressione e così la classe di Lisa è costretta ad assumere una nuova insegnante: la signorina Bellafoca (Cantwell nella versione originale), la quale inizia a dimostrare odio e bullismo verso la povera Lisa che prova a chiedere aiuto a Skinner che però si deve occupare del bullizzato professore di arte Cassio Testicolis (Dick Testiclees nell'originale). Homer e Marge chiedono al preside Skinner di fare qualcosa, ma la situazione peggiora sempre di più. Così Homer chiede aiuto a Ned: accetterà le sue scuse se si farà dare consigli dalla signora Caprapall. Così Ned aiuta Homer facendo entrare nella classe di Lisa Bart, il quale mette in subbuglio la stanza e mostra un video che fa vedere la Bellafoca in bagno. Così la signorina Bellafoca decide di lasciare la città, ma Lisa le dice prima che dovrebbe usare la mente per essere cortese, cosa che comunque non capirà, rivelando comunque che non sopporta Lisa credendola una bambina "carina" che pensa di essere chissa chi e lasciando Lisa che scoppia dal ridere. Subito dopo si vede Homer fare un barbecue con i Flanders, dopo che il padre di Flanders ha condito "per sbaglio" con della marihuana i brownie da loro mangiati poco prima.
- Guest star: Richard Dawkins, Tina Fey (voce della signorina Bellafoca), Antonella Alessandro (voce italiana della signorina Bellafoca)
- Gag del divano: I Simpson sembrano al buio dei gangster degli anni 30, ma quando Maggie accende la luce si capisce che è tutta un'illusione, almeno fino a quando Maggie spara in casa con una pistola.
- Frase alla lavagna: Mi scuso per aver rotto la lavagna (scritto da Bart in un negozio)

## Un tribunale per il Cavaliere Oscuro
- Sceneggiatura: Billy Kimball & Ian Maxtone-Graham
- Regia: Mark Kirkland
- Messa in onda originale: 17 marzo 2013
- Messa in onda italiana: 28 aprile 2014

Questo episodio è una parodia di Batman in cui Burns fa la parte del protagonista. Bart viene accusato di avere fatto uno scherzo, gettando uova sulla folla, ma lui si proclama innocente; Lisa prende le difese del fratello, e grazie anche a Marge scoprono che il colpevole è il giardiniere Willy, che ha fatto quel gesto poiché odia la Pasqua per le sue tradizioni sarde (In realtà la battuta originale riguardava il rifiuto di riconoscere la pasqua dato che i presbiteriani scozzesi sono molto intransigenti, la trasposizione ha portato una ragione che in realtà non ha assolutamente senso dato che i sardi sono cattolici e anzi considerano la pasqua anche più importante del natale, soprattutto nella zona rurale).
Sarà il Sig.Burns a catturare e consegnare alla Giustizia il Giardiniere Willy, dopo che Lisa gli avrà fatto un discorsetto su cosa sia veramente la Giustizia. La puntata si conclude con una gag di vecchi supereroi che giocano a carte.
- Guest star: Janet Reno
- Gag del divano: Marge, Bart, Lisa e Maggie sono delle uova di pasqua sul divano sopra le quali vi si siede Homer
- Frase alla lavagna: Le ultime parole di Gesù non sono state "Grazie Dio è Venerdì"

## Cosa vogliono le donne animate
- Sceneggiatura: J. Stewart Burns
- Regia: Steven Dean Moore
- Messa in onda originale: 14 aprile 2013
- Messa in onda italiana: 29 aprile 2014

Homer e Marge organizzano un party in un ristorante di sushi. Grazie alla festa, Marge è entusiasta di conoscere nuove persone che non parlano altro che dei loro rapporti con i figli e quando la donna cerca di aiutare gli amici chiede consigli ad Homer, ma quest'ultimo volge interessi solo al cibo facendo così arrabbiare la moglie. Da questo Homer inizia a rammaricarsi e decide di chiedere consigli al cuoco del ristorante, ma, non appena arriva a casa Simpson, si presenta pieno di cibarie, cosa che farà divenire Marge più infuriata di prima. Per avere qualche suggerimento, Homer decide di andare da Boe, il quale gli dice di cambiare tattica e provare con il sesso. A questo punto Papà Simpson compra vari strumenti per riappacificarsi con la donna, ma non appena va da Marge, quest'ultima inizia a confondersi e in quel momento Homer si ferisce accidentalmente. Ovviamente, Marge si tranquillizza e si riconcilia subito con il marito in ospedale. Quando Homer torna a casa, brucia tutti gli strumenti per avere un rapporto sessuale e dice pacificamente a Marge che dopotutto non gli importava niente sul suo carattere rigido e afferma che voleva solo risolvere i problemi in famiglia.
Intanto Milhouse, stufo che Lisa non gli presti interesse, inizia a non prestarle rispetto e segue gli atteggiamenti di Marlon Brando, ma si renderà conto che Lisa è molto preoccupata. Egli va subito a prestarsi consigli da una consulente scolastica, ma, non appena questa viene a sapere che è stata licenziata, dice al bambino di non essere mai sé stesso. Fortunatamente Milhouse è molto deluso per i suoi comportamenti e subito dopo si fa perdonare da Lisa.
- Guest star:  Wanda Sykes (la consulente), George Takei
- Gag del divano: In un'introduzione tratta da Breaking Bad si notano Walter White e Jesse Pinkman guardare la TV e bere birra sul divano al posto dei Simpson
- Frase alla lavagna: assente

## Pulpito Frizion
- Sceneggiatura: Bill Odenkirk
- Regia: Chris Clements
- Messa in onda originale: 28 aprile 2013
- Messa in onda italiana: 30 aprile 2014

Il divano dei Simpson è ormai ridotto molto male, la famiglia decide quindi di cambiarlo ma, affezionata al modello, lo compra identico via internet. Sfortunatamente durante la spedizione il mobile passa per Brooklyn dove viene infestato dalle cimici che, tramite i Simpson, si diffondono per tutta Springfield causando non pochi disagi. I cittadini decidono quindi di riunirsi in chiesa per fare il punto della situazione e cercare una soluzione al problema e conoscono il nuovo reverendo Elijah Hooper, inviato nella cittadina per affiancare Lovejoy, rimanendo rapiti dal suo carisma e dal modo semplice e coinvolgente con cui parla della Cristianità tramite paragoni tratti dal mondo dei telefilm. Springfield viene disinfestata e per un errore della tintoria Marge riceve uno dei costumi di Krusty al posto del suo vestito da sposa, quando chiede che le venga restituito il clown confessa che dopo averlo usato in uno sketch l'ha lanciato dalla finestra in un momento d'ira, smarrendolo. Mamma Simpson è dispiaciuta: avrebbe voluto che Lisa lo indossasse al suo matrimonio, ma la ragazzina le annuncia che tra i suoi progetti non c'è quello di prendere marito, ferendola. Nel frattempo Homer, sbronzo al bar di Boe, incontra il reverendo Hooper che gli chiede di diventare il suo diacono: se Springfield vedrà il suo concittadino più indolente così vicino alla Chiesa, avrà voglia di riavvicinarsi alla religione. Il nuovo ruolo di Homer entusiasma effettivamente la comunità ma svilisce il reverendo Lovejoy che, sentendosi ormai inutile, decide di lasciare il suo ruolo al nuovo arrivato. Lisa riesce a rintracciare il vestito da sposa della madre, una giovane coppia l'ha acquistato a un'asta e sta celebrando il proprio matrimonio in comune; Marge è commossa, vedere il suo vestito portare felicità a due novelli sposi la rallegra più che riaverlo e Lisa le confessa che in realtà non sa se in futuro vorrà o meno sposarsi: in fondo, ha ancora 8 anni. Bart è amareggiato: il fatto di odiare la Chiesa era una delle cose che più rendeva Homer divertente, decide quindi di riportare il padre alla ragione eliminando il reverendo Hooper. Prima chiede a Lovejoy di tornare in chiesa, ma questi sembra non volerlo ascoltare; decide quindi, ispirato dalle 10 piaghe d'Egitto, di riempire la città di rospi, attirandoli con le cimici morte fino all'entrata della chiesa: il nuovo reverendo mostrandosi incapace di gestire un evento così insolito avrebbe perso credibilità di fronte ai suoi fedeli. Difatti Hooper si dimostra completamente spiazzato di fronte alla calamità che viene invece risolta dal provvidenziale arrivo del reverendo Lovejoy che recitando un salmo annoia i rospi fino ad addormentarli. L'equilibrio è ristabilito, Lovejoy torna sul pulpito e Homer, dismessi i panni del diacono, salta la chiesa per disturbare gli operatori di "Oogle" street view insieme a Bart.
- Guest star: Edward Norton
- Gag del divano: I Simpson si lanciano da un aereo con dei paracadute ma quello di Homer non si apre. Il capofamiglia travolge gli altri che, dopo aver sfondato il tetto e il primo piano della casa, finiscono sul divano distruggendolo e, passando direttamente all'episodio stesso (facendo così da incipt per l'episodio).
- Frase alla lavagna: assente

## Whiskey business
- Sceneggiatura: Valentina L. Garza
- Regia: Matthew Nastuk
- Messa in onda originale: 5 maggio 2013
- Messa in onda italiana: 1º maggio 2014

Boe tenta di suicidarsi chiedendo aiuto a Homer e Marge.
Il motivo del suo strano atteggiamento viene da lui proposto sotto forma di flashback: Boe produceva un ottimo whisky valente miliardi di dollari. Subito dopo egli si comprò un nuovo vestito e aprì il bar Boe conquistando l'affetto di tutti. La fortuna di Boe colpì tanto il barista, finché, durante un incidente in ascensore, il vestito di Boe si fece a pezzi e perse la fiducia dei suoi compari. Dopo il racconto, Boe inizia a tornare al tentativo del suicidio, ma poi lascerà perdere prestando come sempre fiducia ai suoi amici. Intanto Nonno Simpson assiste ai nipoti mentre Marge e Homer non sono in casa. Bart decide così di divertirsi organizzando con i bulli della scuola uno scherzo verso il nonno sul tetto di casa, ma per sbaglio fa cadere il nonno dal tetto, il quale è ferito gravemente. Da questo si inizia a credere che Abe sia morto, ma, non appena si scopre che Nonno Simpson in realtà è ancora vivo, inizieranno per Bart i guai quando l'incidente avvenuto viene scoperto. Altrove Lisa inizia a protestare contro le case discografiche rap che hanno iniziato a proiettare immagini sanguinanti del defunto sassofonista Gengive Sanguinanti Murphy. Alla fine però il capo delle case discografiche dice a Lisa che il rap è dopotutto fatto così e subito dopo la fa arrabbiare facendole vedere una proiezione con la principessa Diana e Mahatma Gandhi ballare a suon di musica.
- Guest star: Tony Bennett, Kevin Michael Richardson, Sonny Rollins, Ron Taylor
- Gag del divano: I Simpson sono ritratti in statue di ghiaccio che subito dopo si sciolgono per opera di Nonno Simpson
- Frase alla lavagna: assente

## Il favoloso Barter
- Sceneggiatura: Brian McConnachie
- Regia: Bob Anderson
- Messa in onda originale: 12 maggio 2013
- Messa in onda italiana: 2 maggio 2014

Dopo un colloquio con il preside Skinner, a Marge viene consigliato di far insegnare a Bart a suonare il pianoforte per migliorare i suoi atteggiamenti verso la scuola. Alla fine, dopo tentativi falliti per trovare un insegnante, la scelta ricade su Zhenya, una donna russa che conquisterà il cuore di Bart, fino a renderlo un bravo pianista. Sfortunatamente il ragazzo viene subito dopo a sapere che in realtà Zhenya voleva essere sua insegnante solo per aiutare il padre a prendere la patente di guida. Così durante uno spettacolo, Bart si sente in colpa ed è costretto a dire la verità deludendo la donna e facendo arrabbiare la madre. In quel momento viene comunque il padre di Zhenya che dice di aver preso finalmente la patente grazie a Bart, il quale viene perdonato da Marge. Intanto Homer perde i suoi ultimi 2 capelli divenendo calvo in assoluto e cerca di nascondere la sua testa con dei cappelli, senza far sapere nulla a nessuno. Solo alla fine, sotto consiglio di un impiegato della centrale, ammetterà tutto a Marge, la quale lo conforta. Subito dopo, gli ultimi 2 capelli caduti di Papà Simpson ricresceranno ed egli ritornerà meno calvo di prima.
- Guest star: Justin Bieber, Bill Hader, Jane Krakowski, Patrick Stewart
- Gag del divano: Parodia di Robot Chicken
- Frase alla lavagna: Questa scuola non sta cadendo a pezzi (la frase di Bart viene poi interrotta dalla distruzione della lavagna)

## La saga di Carl
- Sceneggiatura: Eric Kaplan
- Regia: Chuck Sheetz
- Messa in onda originale: 19 maggio 2013
- Messa in onda italiana: 5 maggio 2014

Lisa e Bart si appassionano a "Ki-Ya Karate Monsters", uno spettacolo d'animazione in cui si rappresentano dei mostri e altre strane creature come dei campioni di karate.
Marge pensa che sia una cosa non adatta a dei bambini e porta così la famiglia in un museo, dove Homer resta affascinato da un'attrazione in cui il filosofo francese Blaise Pascal illustra le probabilità di vincere alla lotteria. Così, compra insieme a Boe, Lenny e Carl un biglietto della lotteria che si rivela effettivamente vincente. I quattro amici si accordano per dividere la vincita e si dividono i compiti per la serata: Carl andrà a incassare il premio (di 200 000 dollari), mentre Homer, Boe e Lenny organizzeranno un party per festeggiare tutta la notte. Il tempo passa, ma Carl non ritorna con l'incasso come previsto. Da questo, i tre amici capiscono che Carl è scappato con tutti i soldi. Dopo averlo intercettato grazie a Lisa, scoprono che Carl è andato in Islanda, il suo paese nativo.
Homer, Boe e Lenny giungono sull'isola, dove scoprono che Carl è odiato da tutta la popolazione: si dice infatti che in passato la sua famiglia era composta da uomini codardi che avevano permesso ai barbari di attaccare e uccidere tutti gli islandesi. Subito dopo, il trio riesce a incontrare Carl, il quale spiega di non aver rispettato i patti solo perché desiderava cancellare l'infamia sulla sua famiglia, acquistando una pagina mancante di una saga fantasy che spiega come i suoi parenti erano in realtà dei guerrieri coraggiosi. Inoltre, Carl afferma di non aver mai detto nulla ai suoi amici, poiché non ha mai riconosciuti come tali. Homer, Boe e Lenny si arrabbiano e pensano di distruggere la pagina della saga, tuttavia, dopo aver parlato via Skype con Marge, capiscono i sentimenti dell'amico e imparano l'islandese antico studiando notte e giorno grazie alle pillole di Boe che gli impediscono di dormire (a quanto detto da Boe, il dottore gli ha detto che è meglio se non dorme), ma, una volta tradotta la pagina, scoprono che la famiglia di Carl era addirittura peggio di quanto fosse detto, in quanto avevano aperto le porte della città e si erano dati al saccheggio insieme ai barbari. Allora organizzano uno spettacolo per mostrare a tutti le cose positive fatte da Carl nella sua vita. Grazie a questo, Carl viene perdonato dagli islandesi.
- Guest star: Sigur Rós
- Gag del divano: I Simpson sono creature marine che, mentre stanno guardando la TV seduti su un divano subacqueo, vengono mangiati da Occhione, il pesce mutante a tre occhi
- Frase alla lavagna: assente

## Treno per treno - L'altro uomo
- Sceneggiatura: Michael Price
- Regia: Steven Dean Moore
- Messa in onda originale: 19 maggio 2013
- Messa in onda italiana: 6 maggio 2014

L'episodio si apre con un flashback in cui Homer e Marge, insieme al piccolo Bart, vanno al Towne Centre di Springfield. Qui, dopo aver affidato Bart a un giovane Ned Flanders, passano del tempo a divertirsi e, per festeggiare il loro primo anniversario di nozze, fanno un giro su un colorito trenino per bambini chiamato "Li'l Lisa", ovvero "Piccola Lisa". Tornati al presente, Homer passeggia insieme a Bart e Lisa nello stesso centro commerciale (i cui negozi sono ormai caduti in rovina e prossimi alla chiusura) sperando di ritrovare il trenino e di poter portare Marge a fare un giro per festeggiare il loro decimo anniversario di matrimonio. Purtroppo il vecchio trenino non è più funzionante e sta per essere definitivamente smantellato. Temendo di non riuscire a sorprendere Marge per il loro anniversario, Homer decide di acquistare il trenino e di portarlo a casa, dove insieme all'aiuto dei suoi amici inizia a restaurarlo in segreto. Nel frattempo, Marge sta cercando su internet il regalo per Homer, ma finisce involontariamente per iscriversi a un sito web per incontri online. Questo errore le permette di conoscere un uomo sposato di nome Ben, con cui inizia a scambiarsi messaggi tramite il sito di incontri. In seguito, Marge incontra casualmente Ben al supermercato e, dopo avergli spiegato di non essere interessata a lui, finisce comunque per continuare a frequentarlo, anche a causa della loro comune passione per la serie TV "Upton Rectory" (una parodia di Downton Abbey). Inoltre, anche lo strano comportamento di Homer per tenere nascosto fino all'ultimo il trenino, fa sì che Marge si senta trascurata e tentata dall'idea di uscire con Ben. Alla fine dell'episodio, Homer organizza una grande sorpresa per l'anniversario di matrimonio e ricostruisce il trenino perfettamente funzionante nel giardino di casa. Ramona, moglie di Ben, viene a sapere della sua relazione con Marge, ma quest'ultima riesce a chiarire la situazione e a far sì che i due si perdonino.
- Guest star: Lisa Lampanelli, voce di Ramona, moglie di Ben e Seth MacFarlane voce di Ben.
- Gag del divano: La gag del divano di questo episodio è proposta in due varianti: una andata in onda negli Stati Uniti e l'altra andata in onda in Canada. Entrambe sono vincitrici del concorso sulle gag del divano indetto nel primo episodio della stagione dai produttori della serie. Nella versione statunitense, i Simpson sono rappresentati come denti di leone che crescono sul divano: quando la TV starnutisce violentemente, i petali dei fiori vengono sparsi in giro per la stanza e si trasformano in centinaia di piccoli Homer, Marge, Bart, Lisa e Maggie che ricadono verso il pavimento. La versione canadese è invece un omaggio ai simboli di questo paese: i Simpson si siedono infatti sul divano insieme a un giocatore di hockey su ghiaccio, una gavia, un castoro e al primo ministro canadese John A. Macdonald.
- Frase alla lavagna: assente
- Curiosità: Mentre Marge compila una lista, sul blocchetto, appare la scritta RABF17, corrispondente al codice di produzione di questo episodio.

Nei primi minuti dell'episodio, Nelson dice la sua prima parola ("Ha ha!") vedendo Homer e Marge che si baciano nell'ascensore.